# Suet (vent)
Pour les articles homonymes, voir Suet.
Le suet est un vent en provenance du sud-est. Le mot suet représente l’ancienne prononciation de sud-est, prononcé su’ è’ dans l’Ouest de la France jusqu’au milieu du XIXe siècle.
Le suet est opposé au noroît.